# Oegandees voetbalelftal (mannen)

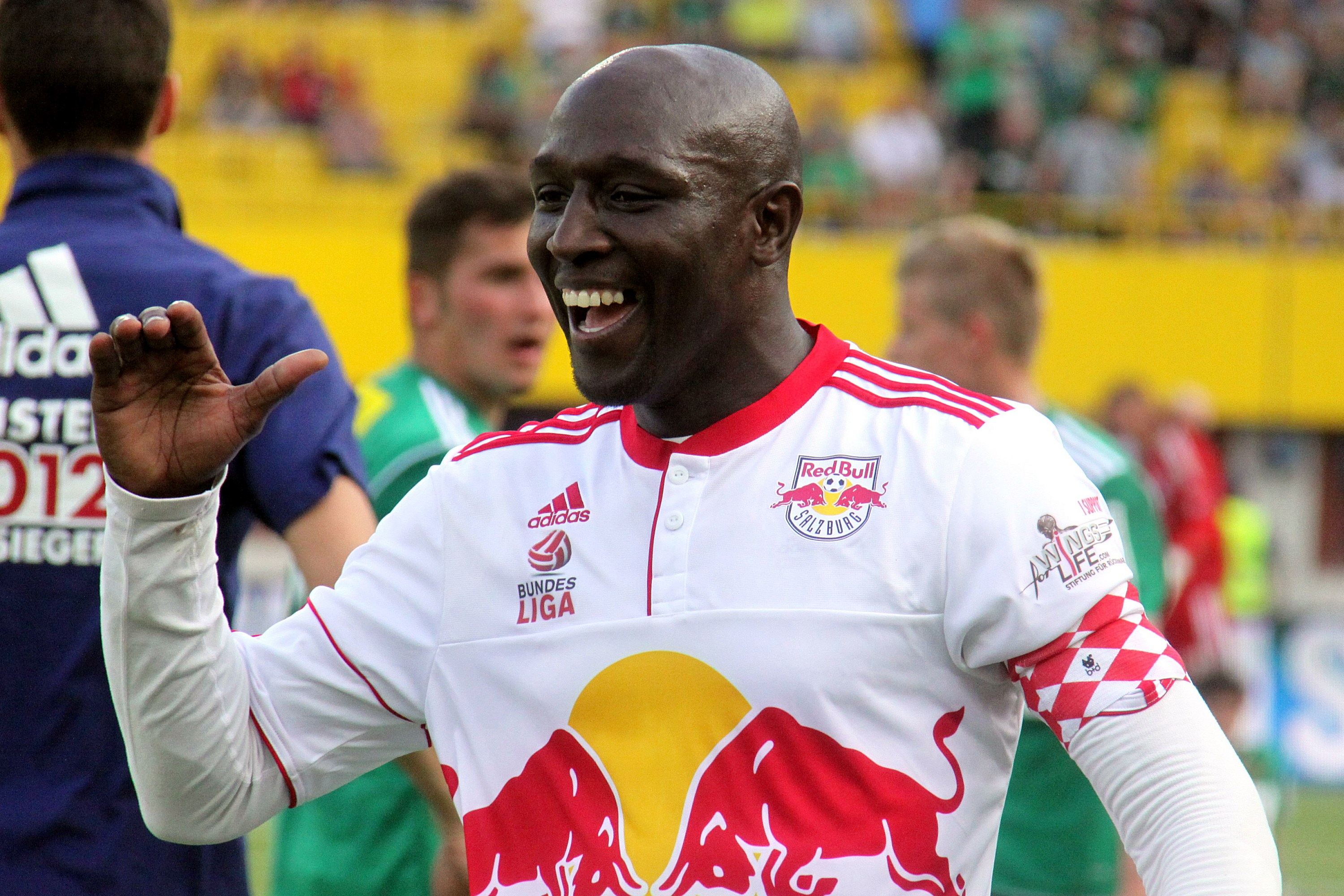
Ibrahim Sekagya

Het Oegandees voetbalelftal is een team van voetballers dat Oeganda vertegenwoordigt bij internationale wedstrijden zoals CECAFA Cup en de (kwalificatie)wedstrijden voor het WK en de Afrika Cup.
De Federation of Uganda Football Associations werd in 1924 opgericht en is aangesloten bij de CECAFA, de CAF en de FIFA (sinds 1960). Het Oegandees voetbalelftal behaalde in september 2010 met de 63e plaats de hoogste positie op de FIFA-wereldranglijst, in juli 2002 werd met de 121e plaats de laagste positie bereikt.

## Deelnames aan internationale toernooien

### Wereldkampioenschap
Op 13 februari 1977 speelt Oeganda zijn eerste kwalificatiewedstrijd voor het wereldkampioenschap voetbal. In Kampala wint Oeganda met 1–0 van Zambia. De uitwedstrijd, twee weken later in Zambia werd echter verloren met 2–4 waardoor Oeganda niet naar de derde ronde van het kwalificatietoernooi mocht. Oeganda heeft zich nog nooit geplaatst voor een hoofdtoernooi.
| Wereldkampioenschap voetbal overzicht | Wereldkampioenschap voetbal overzicht | Wereldkampioenschap voetbal overzicht | Wereldkampioenschap voetbal overzicht | Wereldkampioenschap voetbal overzicht | Wereldkampioenschap voetbal overzicht | Wereldkampioenschap voetbal overzicht | Wereldkampioenschap voetbal overzicht | Wereldkampioenschap voetbal overzicht |
| Jaar                                  | Ronde                                 | Wed.                                  | W                                     | G                                     | V                                     | DV                                    | DT                                    |                                       |
| ------------------------------------- | ------------------------------------- | ------------------------------------- | ------------------------------------- | ------------------------------------- | ------------------------------------- | ------------------------------------- | ------------------------------------- | ------------------------------------- |
| 1978                                  | Niet gekwalificeerd                   | Niet gekwalificeerd                   | Niet gekwalificeerd                   | Niet gekwalificeerd                   | Niet gekwalificeerd                   | Niet gekwalificeerd                   | Niet gekwalificeerd                   | Niet gekwalificeerd                   |
| 1982                                  | Teruggetrokken                        | Teruggetrokken                        | Teruggetrokken                        | Teruggetrokken                        | Teruggetrokken                        | Teruggetrokken                        | Teruggetrokken                        | Teruggetrokken                        |
| 1986                                  | Niet gekwalificeerd                   | Niet gekwalificeerd                   | Niet gekwalificeerd                   | Niet gekwalificeerd                   | Niet gekwalificeerd                   | Niet gekwalificeerd                   | Niet gekwalificeerd                   | Niet gekwalificeerd                   |
| 1990                                  | Niet gekwalificeerd                   | Niet gekwalificeerd                   | Niet gekwalificeerd                   | Niet gekwalificeerd                   | Niet gekwalificeerd                   | Niet gekwalificeerd                   | Niet gekwalificeerd                   | Niet gekwalificeerd                   |
| 1994                                  | Teruggetrokken                        | Teruggetrokken                        | Teruggetrokken                        | Teruggetrokken                        | Teruggetrokken                        | Teruggetrokken                        | Teruggetrokken                        | Teruggetrokken                        |
| 1998                                  | Niet gekwalificeerd                   | Niet gekwalificeerd                   | Niet gekwalificeerd                   | Niet gekwalificeerd                   | Niet gekwalificeerd                   | Niet gekwalificeerd                   | Niet gekwalificeerd                   | Niet gekwalificeerd                   |
| 2002                                  | Niet gekwalificeerd                   | Niet gekwalificeerd                   | Niet gekwalificeerd                   | Niet gekwalificeerd                   | Niet gekwalificeerd                   | Niet gekwalificeerd                   | Niet gekwalificeerd                   | Niet gekwalificeerd                   |
| 2006                                  | Niet gekwalificeerd                   | Niet gekwalificeerd                   | Niet gekwalificeerd                   | Niet gekwalificeerd                   | Niet gekwalificeerd                   | Niet gekwalificeerd                   | Niet gekwalificeerd                   | Niet gekwalificeerd                   |
| 2010                                  | Niet gekwalificeerd                   | Niet gekwalificeerd                   | Niet gekwalificeerd                   | Niet gekwalificeerd                   | Niet gekwalificeerd                   | Niet gekwalificeerd                   | Niet gekwalificeerd                   | Niet gekwalificeerd                   |
| 2014                                  | Niet gekwalificeerd                   | Niet gekwalificeerd                   | Niet gekwalificeerd                   | Niet gekwalificeerd                   | Niet gekwalificeerd                   | Niet gekwalificeerd                   | Niet gekwalificeerd                   | Niet gekwalificeerd                   |
| 2018                                  | Niet gekwalificeerd                   | Niet gekwalificeerd                   | Niet gekwalificeerd                   | Niet gekwalificeerd                   | Niet gekwalificeerd                   | Niet gekwalificeerd                   | Niet gekwalificeerd                   | Niet gekwalificeerd                   |
| 2022                                  | Niet gekwalificeerd                   | Niet gekwalificeerd                   | Niet gekwalificeerd                   | Niet gekwalificeerd                   | Niet gekwalificeerd                   | Niet gekwalificeerd                   | Niet gekwalificeerd                   | Niet gekwalificeerd                   |
| 2026                                  | kwalificatie                          | kwalificatie                          | kwalificatie                          | kwalificatie                          | kwalificatie                          | kwalificatie                          | kwalificatie                          | kwalificatie                          |

### Afrika Cup

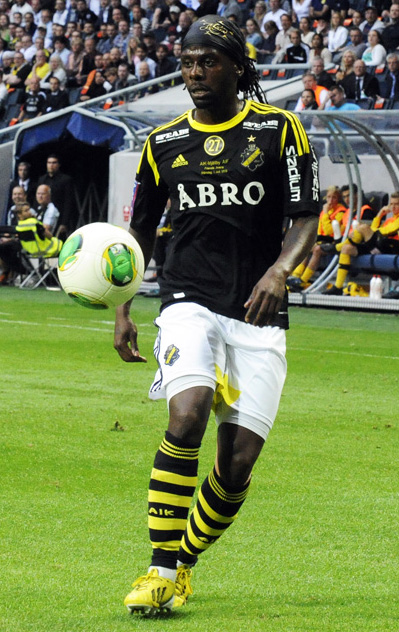
Martin Mutumba

In 1962 doet Oeganda voor het eerst mee aan de Afrika Cup. Na kwalificatiewedstrijden tegen Zanzibar en Kenia mocht Oeganda meedoen aan het hoofdtoernooi. Op dat toernooi verloor Oeganda in de halve finale tegen de Verenigde Arabische Republiek met 1–2 en daarna verloor in het de troostfinale van Tunesië met 0–3. Het land eindigde vierde op dit toernooi. In 1968, 1974 en 1976 deed Oeganda weer mee. Op deze toernooi strandde het elftal steeds in de groepsfase zonder een wedstrijd te winnen. Het grootste succes kwam in 1978. Oeganda wist voor het eerst een wedstrijd te winnen op het hoofdtoernooi, 3–1 tegen Congo-Brazzaville. Daarnaast werd het land eerst in groep A en bereikte het bovendien de finale. De finale werd verloren tegen Ghana (0–2) waardoor het land als tweede eindigde. Na dit toernooi wist het land zich tussen 1980 en 2015 niet meer te plaatsen. Pas in 2017 mocht land weer meedoen aan het hoofdtoernooi. In de kwalificatie werd Oeganda tweede achter Burkina Faso. Oeganda plaatste zich als beste nummer 2 voor de Afrika Cup van 2017.
| Afrika Cup overzicht | Afrika Cup overzicht | Afrika Cup overzicht | Afrika Cup overzicht | Afrika Cup overzicht | Afrika Cup overzicht | Afrika Cup overzicht | Afrika Cup overzicht | Afrika Cup overzicht |
| Jaar                 | Ronde                | Wed.                 | W                    | G                    | V                    | DV                   | DT                   | Kwal                 |
| -------------------- | -------------------- | -------------------- | -------------------- | -------------------- | -------------------- | -------------------- | -------------------- | -------------------- |
| 1962                 | Vierde               | 2                    | 0                    | 0                    | 2                    | 1                    | 5                    | (Kwal.)              |
| 1963                 | Teruggetrokken       | Teruggetrokken       | Teruggetrokken       | Teruggetrokken       | Teruggetrokken       | Teruggetrokken       | Teruggetrokken       | Teruggetrokken       |
| 1965                 | Niet gekwalificeerd  | Niet gekwalificeerd  | Niet gekwalificeerd  | Niet gekwalificeerd  | Niet gekwalificeerd  | Niet gekwalificeerd  | Niet gekwalificeerd  | Niet gekwalificeerd  |
| 1968                 | Groepsfase           | 3                    | 0                    | 0                    | 3                    | 2                    | 8                    | (Kwal.)              |
| 1970                 | Niet gekwalificeerd  | Niet gekwalificeerd  | Niet gekwalificeerd  | Niet gekwalificeerd  | Niet gekwalificeerd  | Niet gekwalificeerd  | Niet gekwalificeerd  | Niet gekwalificeerd  |
| 1972                 | Niet gekwalificeerd  | Niet gekwalificeerd  | Niet gekwalificeerd  | Niet gekwalificeerd  | Niet gekwalificeerd  | Niet gekwalificeerd  | Niet gekwalificeerd  | Niet gekwalificeerd  |
| 1974                 | Groepsfase           | 3                    | 0                    | 1                    | 2                    | 3                    | 5                    | (Kwal.)              |
| 1976                 | Groepsfase           | 3                    | 0                    | 0                    | 3                    | 2                    | 6                    | (Kwal.)              |
| 1978                 | Tweede               | 5                    | 3                    | 0                    | 2                    | 9                    | 7                    | (Kwal.)              |
| 1980                 | Teruggetrokken       | Teruggetrokken       | Teruggetrokken       | Teruggetrokken       | Teruggetrokken       | Teruggetrokken       | Teruggetrokken       | Teruggetrokken       |
| 1982                 | Teruggetrokken       | Teruggetrokken       | Teruggetrokken       | Teruggetrokken       | Teruggetrokken       | Teruggetrokken       | Teruggetrokken       | Teruggetrokken       |
| 1984                 | Niet gekwalificeerd  | Niet gekwalificeerd  | Niet gekwalificeerd  | Niet gekwalificeerd  | Niet gekwalificeerd  | Niet gekwalificeerd  | Niet gekwalificeerd  | Niet gekwalificeerd  |
| 1986                 | Niet gekwalificeerd  | Niet gekwalificeerd  | Niet gekwalificeerd  | Niet gekwalificeerd  | Niet gekwalificeerd  | Niet gekwalificeerd  | Niet gekwalificeerd  | Niet gekwalificeerd  |
| 1988                 | Niet gekwalificeerd  | Niet gekwalificeerd  | Niet gekwalificeerd  | Niet gekwalificeerd  | Niet gekwalificeerd  | Niet gekwalificeerd  | Niet gekwalificeerd  | Niet gekwalificeerd  |
| 1990                 | Teruggetrokken       | Teruggetrokken       | Teruggetrokken       | Teruggetrokken       | Teruggetrokken       | Teruggetrokken       | Teruggetrokken       | Teruggetrokken       |
| 1992                 | Niet gekwalificeerd  | Niet gekwalificeerd  | Niet gekwalificeerd  | Niet gekwalificeerd  | Niet gekwalificeerd  | Niet gekwalificeerd  | Niet gekwalificeerd  | Niet gekwalificeerd  |
| 1994                 | Niet gekwalificeerd  | Niet gekwalificeerd  | Niet gekwalificeerd  | Niet gekwalificeerd  | Niet gekwalificeerd  | Niet gekwalificeerd  | Niet gekwalificeerd  | Niet gekwalificeerd  |
| 1996                 | Niet gekwalificeerd  | Niet gekwalificeerd  | Niet gekwalificeerd  | Niet gekwalificeerd  | Niet gekwalificeerd  | Niet gekwalificeerd  | Niet gekwalificeerd  | Niet gekwalificeerd  |
| 1998                 | Niet gekwalificeerd  | Niet gekwalificeerd  | Niet gekwalificeerd  | Niet gekwalificeerd  | Niet gekwalificeerd  | Niet gekwalificeerd  | Niet gekwalificeerd  | Niet gekwalificeerd  |

| Afrika Cup overzicht – vervolg | Afrika Cup overzicht – vervolg | Afrika Cup overzicht – vervolg | Afrika Cup overzicht – vervolg | Afrika Cup overzicht – vervolg | Afrika Cup overzicht – vervolg | Afrika Cup overzicht – vervolg | Afrika Cup overzicht – vervolg | Afrika Cup overzicht – vervolg |
| Jaar                           | Ronde                          | Wed.                           | W                              | G                              | V                              | DV                             | DT                             | Kwal                           |
| ------------------------------ | ------------------------------ | ------------------------------ | ------------------------------ | ------------------------------ | ------------------------------ | ------------------------------ | ------------------------------ | ------------------------------ |
| 2000                           | Niet gekwalificeerd            | Niet gekwalificeerd            | Niet gekwalificeerd            | Niet gekwalificeerd            | Niet gekwalificeerd            | Niet gekwalificeerd            | Niet gekwalificeerd            | Niet gekwalificeerd            |
| 2002                           | Niet gekwalificeerd            | Niet gekwalificeerd            | Niet gekwalificeerd            | Niet gekwalificeerd            | Niet gekwalificeerd            | Niet gekwalificeerd            | Niet gekwalificeerd            | Niet gekwalificeerd            |
| 2004                           | Niet gekwalificeerd            | Niet gekwalificeerd            | Niet gekwalificeerd            | Niet gekwalificeerd            | Niet gekwalificeerd            | Niet gekwalificeerd            | Niet gekwalificeerd            | Niet gekwalificeerd            |
| 2006                           | Niet gekwalificeerd            | Niet gekwalificeerd            | Niet gekwalificeerd            | Niet gekwalificeerd            | Niet gekwalificeerd            | Niet gekwalificeerd            | Niet gekwalificeerd            | Niet gekwalificeerd            |
| 2008                           | Niet gekwalificeerd            | Niet gekwalificeerd            | Niet gekwalificeerd            | Niet gekwalificeerd            | Niet gekwalificeerd            | Niet gekwalificeerd            | Niet gekwalificeerd            | Niet gekwalificeerd            |
| 2010                           | Niet gekwalificeerd            | Niet gekwalificeerd            | Niet gekwalificeerd            | Niet gekwalificeerd            | Niet gekwalificeerd            | Niet gekwalificeerd            | Niet gekwalificeerd            | Niet gekwalificeerd            |
| 2012                           | Niet gekwalificeerd            | Niet gekwalificeerd            | Niet gekwalificeerd            | Niet gekwalificeerd            | Niet gekwalificeerd            | Niet gekwalificeerd            | Niet gekwalificeerd            | Niet gekwalificeerd            |
| 2013                           | Niet gekwalificeerd            | Niet gekwalificeerd            | Niet gekwalificeerd            | Niet gekwalificeerd            | Niet gekwalificeerd            | Niet gekwalificeerd            | Niet gekwalificeerd            | Niet gekwalificeerd            |
| 2015                           | Niet gekwalificeerd            | Niet gekwalificeerd            | Niet gekwalificeerd            | Niet gekwalificeerd            | Niet gekwalificeerd            | Niet gekwalificeerd            | Niet gekwalificeerd            | Niet gekwalificeerd            |
| 2017                           | Groepsfase                     | 3                              | 0                              | 1                              | 2                              | 1                              | 3                              | (Kwal.)                        |
| 2019                           | Kwartfinale                    | 4                              | 1                              | 1                              | 2                              | 3                              | 4                              | (Kwal.)                        |
| 2021                           | Niet gekwalificeerd            | Niet gekwalificeerd            | Niet gekwalificeerd            | Niet gekwalificeerd            | Niet gekwalificeerd            | Niet gekwalificeerd            | Niet gekwalificeerd            | Niet gekwalificeerd            |
| 2023                           | Niet gekwalificeerd            | Niet gekwalificeerd            | Niet gekwalificeerd            | Niet gekwalificeerd            | Niet gekwalificeerd            | Niet gekwalificeerd            | Niet gekwalificeerd            | Niet gekwalificeerd            |
| 2025                           |                                |                                |                                |                                |                                |                                |                                | (Kwal.)                        |

### African Championship of Nations
Bij het African Championship of Nations mogen de landen alleen spelers uit de eigen competitie opstellen. Tussen 2011 en 2016 deed Oeganda drie keer mee. Op het toernooi van 2011 wist het geen enkel punt te pakken in de groepsfase. In 2014 won het zijn eerste wedstrijden. Tegen Burkina Faso werd het 2–1 door twee doelpunten van Yunus Sentam. Ook op het toernooi van 2016 werd geen enkele wedstrijd gewonnen.
| African Championship of Nations overzicht | African Championship of Nations overzicht | African Championship of Nations overzicht | African Championship of Nations overzicht | African Championship of Nations overzicht | African Championship of Nations overzicht | African Championship of Nations overzicht | African Championship of Nations overzicht | African Championship of Nations overzicht |
| Jaar                                      | Ronde                                     | Wed.                                      | W                                         | G                                         | V                                         | DV                                        | DT                                        | Kwal                                      |
| ----------------------------------------- | ----------------------------------------- | ----------------------------------------- | ----------------------------------------- | ----------------------------------------- | ----------------------------------------- | ----------------------------------------- | ----------------------------------------- | ----------------------------------------- |
| 2009                                      | Niet gekwalificeerd                       | Niet gekwalificeerd                       | Niet gekwalificeerd                       | Niet gekwalificeerd                       | Niet gekwalificeerd                       | Niet gekwalificeerd                       | Niet gekwalificeerd                       | Niet gekwalificeerd                       |
| 2011                                      | Groepsfase                                | 3                                         | 0                                         | 0                                         | 3                                         | 1                                         | 5                                         | (Kwal.)                                   |
| 2014                                      | Groepsfase                                | 3                                         | 1                                         | 1                                         | 1                                         | 3                                         | 4                                         | (Kwal.)                                   |
| 2016                                      | Groepsfase                                | 3                                         | 0                                         | 2                                         | 1                                         | 3                                         | 4                                         | (Kwal.)                                   |
| 2018                                      | Groepsfase                                | 3                                         | 0                                         | 1                                         | 2                                         | 1                                         | 4                                         | (Kwal.)                                   |
| 2020                                      | Groepsfase                                | 3                                         | 0                                         | 1                                         | 2                                         | 3                                         | 7                                         | (Kwal.)                                   |
| 2022                                      | Groepsfase                                | 3                                         | 1                                         | 1                                         | 1                                         | 2                                         | 3                                         | (Kwal.)                                   |

### CECAFA Cup
Oeganda doet als sinds 1926 mee aan de Gossage Cup. In totaal zou Oeganda 22 keer dit toernooi winnen. De Gossage Cup duurde tot 1966 waarna het overging in de Challenge Cup. Oeganda werd drie keer kampioen. Dat toernooi werd gespeeld tussen 1967 en 1971 en ging weer over in de CECAFA Cup vanaf 1973. Het eerste toernooi werd gespeeld in Oeganda en ook gewonnen door dat land. In de finale werd gewonnen met 2–1 van Tanzania. In totaal zou het elftal 14 keer kampioen worden.
| CECAFA Cup overzicht | CECAFA Cup overzicht | CECAFA Cup overzicht | CECAFA Cup overzicht | CECAFA Cup overzicht | CECAFA Cup overzicht | CECAFA Cup overzicht | CECAFA Cup overzicht | CECAFA Cup overzicht |
| Jaar                 | Ronde                | Wed.                 | W                    | G                    | V                    | DV                   | DT                   |                      |
| -------------------- | -------------------- | -------------------- | -------------------- | -------------------- | -------------------- | -------------------- | -------------------- | -------------------- |
| 1973                 | Kampioen             | 3                    | 2                    | 1                    | 0                    | 9                    | 3                    |                      |
| 1974                 | Tweede               | 3                    | 1                    | 2                    | 0                    | 4                    | 3                    |                      |
| 1975                 | Halve finale         | 3                    | 1                    | 1                    | 1                    | 3                    | 3                    |                      |
| 1976                 | Kampioen             | 5                    | 4                    | 0                    | 1                    | 9                    | 4                    |                      |
| 1977                 | Kampioen             | 5                    | 2                    | 2                    | 1                    | 5                    | 3                    |                      |
| 1978                 | Vierde               | 6                    | 2                    | 1                    | 3                    | 6                    | 10                   |                      |
| 1979                 | Groepsfase           | 3                    | 0                    | 0                    | 3                    | 5                    | 10                   |                      |
| 1980                 | Geen deelname        | Geen deelname        | Geen deelname        | Geen deelname        | Geen deelname        | Geen deelname        | Geen deelname        | Geen deelname        |
| 1981                 | Vierde               | 5                    | 1                    | 2                    | 2                    | 6                    | 7                    |                      |
| 1982                 | Tweede               | 5                    | 3                    | 2                    | 0                    | 8                    | 3                    |                      |
| 1983                 | Derde                | 6                    | 3                    | 2                    | 1                    | 8                    | 7                    |                      |
| 1984                 | Derde                | 5                    | 2                    | 2                    | 1                    | 9                    | 6                    |                      |
| 1985                 | Vierde               | 4                    | 1                    | 1                    | 2                    | 4                    | 4                    |                      |
| 1987                 | Derde                | 4                    | 2                    | 1                    | 1                    | 5                    | 3                    |                      |
| 1988                 | Groepsfase           | 3                    | 0                    | 1                    | 2                    | 1                    | 5                    |                      |
| 1989                 | Kampioen             | 5                    | 3                    | 1                    | 1                    | 13                   | 8                    |                      |
| 1990                 | Kampioen             | 4                    | 1                    | 3                    | 0                    | 7                    | 5                    |                      |
| 1991                 | Derde                | 4                    | 3                    | 0                    | 1                    | 10                   | 4                    |                      |
| 1992                 | Kampioen             | 5                    | 2                    | 3                    | 0                    | 8                    | 4                    |                      |
| 1994                 | Tweede               | 5                    | 3                    | 2                    | 0                    | 7                    | 2                    |                      |
| 1995                 | Groepsfase           | 3                    | 0                    | 2                    | 1                    | 0                    | 1                    |                      |
| 1995                 | Tweede               | 5                    | 3                    | 0                    | 2                    | 6                    | 4                    |                      |
| 1996                 | Kampioen             | 4                    | 3                    | 1                    | 0                    | 5                    | 1                    |                      |
| 1999                 | Kwartfinale          | 3                    | 1                    | 1                    | 1                    | 2                    | 1                    |                      |
| 2000                 | Kampioen             | 6                    | 5                    | 1                    | 0                    | 22                   | 4                    |                      |
| 2000                 | Tweede               | 5                    | 4                    | 0                    | 1                    | 7                    | 4                    |                      |

| CECAFA Cup overzicht – vervolg | CECAFA Cup overzicht – vervolg | CECAFA Cup overzicht – vervolg | CECAFA Cup overzicht – vervolg | CECAFA Cup overzicht – vervolg | CECAFA Cup overzicht – vervolg | CECAFA Cup overzicht – vervolg | CECAFA Cup overzicht – vervolg | CECAFA Cup overzicht – vervolg |
| Jaar                           | Ronde                          | Wed.                           | W                              | G                              | V                              | DV                             | DT                             |                                |
| ------------------------------ | ------------------------------ | ------------------------------ | ------------------------------ | ------------------------------ | ------------------------------ | ------------------------------ | ------------------------------ | ------------------------------ |
| 2001                           | Kwartfinale                    | 4                              | 1                              | 0                              | 3                              | 12                             | 7                              |                                |
| 2002                           | Vierde                         | 6                              | 4                              | 0                              | 2                              | 11                             | 6                              |                                |
| 2003                           | Kampioen                       | 4                              | 2                              | 2                              | 1                              | 5                              | 2                              |                                |
| 2004                           | Groepsfase                     | 3                              | 1                              | 1                              | 1                              | 4                              | 3                              |                                |
| 2005                           | Vierde                         | 6                              | 3                              | 2                              | 1                              | 16                             | 2                              |                                |
| 2006                           | Vierde                         | 6                              | 3                              | 3                              | 0                              | 7                              | 3                              |                                |
| 2007                           | Derde                          | 6                              | 3                              | 1                              | 2                              | 14                             | 5                              |                                |
| 2008                           | Kampioen                       | 6                              | 5                              | 1                              | 0                              | 16                             | 1                              |                                |
| 2009                           | Kampioen                       | 6                              | 5                              | 1                              | 0                              | 9                              | 0                              |                                |
| 2010                           | Derde                          | 6                              | 3                              | 3                              | 0                              | 11                             | 4                              |                                |
| 2011                           | Kampioen                       | 6                              | 4                              | 1                              | 1                              | 12                             | 6                              |                                |
| 2012                           | Kampioen                       | 6                              | 6                              | 0                              | 0                              | 13                             | 0                              |                                |
| 2013                           | Kwartfinale                    | 4                              | 3                              | 1                              | 0                              | 7                              | 2                              |                                |
| 2015                           | Kampioen                       | 6                              | 4                              | 1                              | 1                              | 8                              | 2                              |                                |
| 2017                           | Derde                          | 5                              | 2                              | 2                              | 1                              | 9                              | 5                              |                                |
| 2019                           | Kampioen                       | 6                              | 6                              | 0                              | 0                              | 14                             | 2                              |                                |

1. ↑  1995: Oeganda deed mee met twee teams. Het A-team strandde in de groepsfase. Het B-team werd tweede.
2. ↑  2000: Op dit toernooi deed Oeganda mee met twee teams. Het A-team en B-team eindigen beide in de finale. Het A-team werd eerste en het B-team werd tweede.

### COSAFA Cup
| COSAFA Cup overzicht | COSAFA Cup overzicht | COSAFA Cup overzicht | COSAFA Cup overzicht | COSAFA Cup overzicht | COSAFA Cup overzicht | COSAFA Cup overzicht | COSAFA Cup overzicht | COSAFA Cup overzicht |
| Jaar                 | Ronde                | Wed.                 | W                    | G                    | V                    | DV                   | DT                   |                      |
| -------------------- | -------------------- | -------------------- | -------------------- | -------------------- | -------------------- | -------------------- | -------------------- | -------------------- |
| 1997–2018            | Geen deelname        | Geen deelname        | Geen deelname        | Geen deelname        | Geen deelname        | Geen deelname        | Geen deelname        |                      |
| 2019                 | Verliezersronde      | 2                    | 0                    | 2                    | 0                    | 1                    | 1                    |                      |

## FIFA-wereldranglijst[1]
| 1993 | 1994 | 1995 | 1996 | 1997 | 1998 | 1999 | 2000 | 2001 | 2002 | 2003 | 2004 | 2005 | 2006 | 2007 | 2008 | 2009 | 2010 | 2011 | 2012 | 2013 | 2014 | 2015 | 2016 | 2017 | 2018 |
| ---- | ---- | ---- | ---- | ---- | ---- | ---- | ---- | ---- | ---- | ---- | ---- | ---- | ---- | ---- | ---- | ---- | ---- | ---- | ---- | ---- | ---- | ---- | ---- | ---- | ---- |
| 94   | 93   | 74   | 81   | 109  | 105  | 108  | 103  | 119  | 102  | 103  | 109  | 101  | 103  | 76   | 71   | 75   | 80   | 89   | 84   | 86   | 76   | 63   | 72   | 75   | 75   |

## Selecties

### Afrika Cup
| Selectie van Oeganda tijdens het Afrika Cup 2017 | Selectie van Oeganda tijdens het Afrika Cup 2017 | Selectie van Oeganda tijdens het Afrika Cup 2017 | Selectie van Oeganda tijdens het Afrika Cup 2017 | Selectie van Oeganda tijdens het Afrika Cup 2017 | Selectie van Oeganda tijdens het Afrika Cup 2017 | Selectie van Oeganda tijdens het Afrika Cup 2017 | Selectie van Oeganda tijdens het Afrika Cup 2017 | Selectie van Oeganda tijdens het Afrika Cup 2017 |
| №                                                | Naam                                             | Wed.                                             | Dlpnt.                                           | Club                                             |                                                  |                                                  |                                                  |                                                  |
| ------------------------------------------------ | ------------------------------------------------ | ------------------------------------------------ | ------------------------------------------------ | ------------------------------------------------ | ------------------------------------------------ | ------------------------------------------------ | ------------------------------------------------ | ------------------------------------------------ |
| Doel                                             |                                                  |                                                  |                                                  |                                                  |                                                  |                                                  |                                                  |                                                  |
| 1                                                | Robert Odongkara                                 |                                                  |                                                  | St. George FC                                    |                                                  |                                                  |                                                  |                                                  |
| 18                                               | Denis Onyango                                    |                                                  |                                                  | Mamelodi Sundowns                                |                                                  |                                                  |                                                  |                                                  |
| 19                                               | Jamal Magoola                                    |                                                  |                                                  | Al-Merreikh                                      |                                                  |                                                  |                                                  |                                                  |
| Verdediging                                      |                                                  |                                                  |                                                  |                                                  |                                                  |                                                  |                                                  |                                                  |
| 2                                                | Joseph Ochaya                                    |                                                  |                                                  | Kampala City Council                             |                                                  |                                                  |                                                  |                                                  |
| 4                                                | Murshid Jjuko                                    |                                                  |                                                  | Simba SC                                         |                                                  |                                                  |                                                  |                                                  |
| 5                                                | Isaac Isinde                                     |                                                  |                                                  | St. George FC                                    |                                                  |                                                  |                                                  |                                                  |
| 12                                               | Denis Iguma                                      |                                                  |                                                  | Al Ahed                                          |                                                  |                                                  |                                                  |                                                  |
| 14                                               | Nicholas Wadada                                  |                                                  |                                                  | Vipers SC                                        |                                                  |                                                  |                                                  |                                                  |
| 15                                               | Godfrey Walusimbi                                |                                                  |                                                  | Gor Mahia                                        |                                                  |                                                  |                                                  |                                                  |
| 20                                               | Timothy Awany                                    |                                                  |                                                  | Kampala City Council                             |                                                  |                                                  |                                                  |                                                  |
| Middenveld                                       |                                                  |                                                  |                                                  |                                                  |                                                  |                                                  |                                                  |                                                  |
| 3                                                | Geoffrey Kizito                                  |                                                  |                                                  | Than Quảng Ninh                                  |                                                  |                                                  |                                                  |                                                  |
| 6                                                | Tony Mawejje                                     |                                                  |                                                  | Þróttur Reykjavík                                |                                                  |                                                  |                                                  |                                                  |
| 8                                                | Khalid Aucho                                     |                                                  |                                                  | Baroka                                           |                                                  |                                                  |                                                  |                                                  |
| 10                                               | Luwagga Kizito                                   |                                                  |                                                  | Rio Ave                                          |                                                  |                                                  |                                                  |                                                  |
| 11                                               | Geoffrey Massa                                   |                                                  |                                                  | Baroka                                           |                                                  |                                                  |                                                  |                                                  |
| 16                                               | Hassan Wasswa                                    |                                                  |                                                  | Al Shorta                                        |                                                  |                                                  |                                                  |                                                  |
| 22                                               | Shafik Batambuze                                 |                                                  |                                                  | Tusker                                           |                                                  |                                                  |                                                  |                                                  |
| 23                                               | Michael Azira                                    |                                                  |                                                  | Colorado Rapids                                  |                                                  |                                                  |                                                  |                                                  |
| Aanval                                           |                                                  |                                                  |                                                  |                                                  |                                                  |                                                  |                                                  |                                                  |
| 7                                                | Yunus Sentamu                                    |                                                  |                                                  | Tampereen Ilves                                  |                                                  |                                                  |                                                  |                                                  |
| 9                                                | Geoffrey Sserunkuma                              |                                                  |                                                  | Lweza                                            |                                                  |                                                  |                                                  |                                                  |
| 13                                               | Moses Oloya                                      |                                                  |                                                  | Koeban Krasnodar                                 |                                                  |                                                  |                                                  |                                                  |
| 17                                               | Farouk Miya                                      |                                                  |                                                  | Standard Luik                                    |                                                  |                                                  |                                                  |                                                  |
| 21                                               | Muhammad Shaban                                  |                                                  |                                                  | Onduparaka                                       |                                                  |                                                  |                                                  |                                                  |
| Bondscoach: Milutin Sredojević                   |                                                  |                                                  |                                                  |                                                  |                                                  |                                                  |                                                  |                                                  |

FUFA · 
A-internationals · 
Oegandees vrouwenelftal
Algerije ·
Angola ·
Bahrein ·
Benin ·
Botswana ·
Burkina Faso ·
Burundi ·
Centraal-Afrikaanse Republiek ·
Comoren ·
Congo-Brazzaville ·
Congo-Kinshasa ·
Djibouti ·
Ecuador ·
Egypte ·
Eritrea ·
Ethiopië ·
Gabon ·
Gambia ·
Ghana ·
Guinee ·
Guinee-Bissau ·
IJsland ·
Irak ·
Iran ·
Ivoorkust ·
Jemen ·
Kaapverdië ·
Kameroen ·
Kenia ·
Koeweit ·
Lesotho ·
Libanon ·
Liberia ·
Libië ·
Madagaskar ·
Malawi ·
Mali ·
Marokko ·
Mauritanië ·
Mauritius ·
Moldavië ·
Mozambique ·
Namibië ·
Niger ·
Nigeria ·
Oezbekistan ·
Rwanda ·
Saoedi-Arabië ·
Sao Tomé en Principe ·
Senegal ·
Seychellen ·
Slowakije · 
Soedan ·
Somalië ·
Tadzjikistan ·
Tanzania ·
Togo ·
Tsjaad ·
Tunesië ·
Turkmenistan ·
Zambia ·
Zimbabwe ·
Zuid-Afrika ·
Zuid-Soedan